# Nailbomb
Nailbomb (česky hřebíková bomba) byla industrial/groove/thrash metalová skupina z amerického Phoenixu. V roce 1993 ji založil Brazilec Max Cavalera, člen Sepultury, a roku 1995 uskupení zaniklo. Druhým členem skupiny byl Angličan Alex Newport, jenž působil v kapele Fudge Tunnel. Během své existence skupina vydala jedno studiové a jedno koncertní album.

## Členové kapely
- Alex Newport
- Max Cavalera

## Diskografie

### Point Blank
Studiové album z roku 1994.
1. Wasting Away
2. Vai Toma No Cú
3. 24 Hour Bullshit
4. Guerrillas
5. Blind and Lost
6. Sum of Your Achievements
7. Cockroaches
8. For Fuck's Sake
9. World of Shit
10. Exploitation
11. Religious Cancer
12. Shit Piñata
13. Sick Life

### Proud to Commit Commercial Suicide
Koncertní album z roku 1995.
1. Wasting Away
2. Guerrillas
3. Cockroaches
4. Vai Toma No Cú
5. Sum of Your Achievements
6. Religious Cancer
7. Police Truck
8. Exploitation
9. World of Shit
10. Blind and Lost
11. Sick Life
12. While You Sleep, I Destroy Your World
13. Zero Tolerance